# 富の再分配

G7諸国における所得再分配後のジニ係数

富の再分配（とみのさいぶんぱい、英: redistribution of wealth）または所得再分配（しょとくさいぶんぱい、英: income redistribution）とは、租税や社会保障、公共事業などを通じて、総所得金額の多い世帯から別の総所得金額の低い世帯へと所得を移転させて、所得格差を抑えることをいう。
貧富の差を緩和させ、階層の固定化とそれに伴う社会の硬直化を阻止して、社会的な公平と活力をもたらすための経済政策の一つであるとされる。富の再分配・所得再分配が指し示す範囲はかなり広く、富裕層・貧困層間の所得移転から先進国・途上国間の所得移転までも議論の対象となる。
富の再分配・所得再分配は、低所得者にも社会階層において上昇する可能性を高める効果がある。そのため､社会的な公平性担保や貧困対策という面だけでなく社会の活力を維持する見地からも重要である。
また、ジョン・ロールズのいう無知のヴェール（どの所得階層の家庭に生まれるか事前に分からないこと）を仮定したとき、適切な所得再配の場合は、ある種の躓いた時の保険としての性格をもち、国民のベンチャー起業精神の支えともなる。ただし、英国病やアルゼンチン病のように「行き過ぎた再配分政策」は稼ぐモチベーションを下げるために社会全体の生産性を低下させる政策となってしまう。そのため、どの水準の再分配が適切と言えるのかのバランスはそれぞれの文化における価値観によって異なり、富の再分配にどのような手法を使うか、どの水準の分配を行うかは各国でさまざまな議論がある。

## 沿革
19世紀から20世紀にかけての欧米諸国では、拡大しすぎた貧富の差とそれに伴う様々な社会矛盾を解消・緩和するため政府による福祉政策の充実が進んでいった。そして20世紀中期-後期までにヨーロッパ諸国では、福祉国家の建設が目指されるようになった。こうした福祉国家政策は社会の安定と継続的な経済発展をもたらし、先進諸国の国民からは大いに歓迎された。
しかし､福祉国家体制は大きな財政負担を伴うものでもあり、インフレーションを促進する傾向があった。1970年代の石油ショック後は、日本を除く先進各国は不況にもかかわらずインフレーションが続くスタグフレーションに見舞われた。1980年代からはミルトン・フリードマンなどの主張にもとづいて、アメリカや英国を中心として福祉国家政策が見直され、経済社会における所得再分配の機能を抑制し、経済競争を重視する政策が採用されるようになった。累進課税はしだいに弱められ、人頭税の導入も提案された。もっとも、アメリカ合衆国では、伝統的に所得再分配に否定的な価値観が根強く、高度な福祉国家的政策がとられたことはない。そして、イギリスにおいては､サッチャー政権期に人頭税導入が打ち出されたものの、国民の激しい反発に遭い頓挫した。
日本でも、再分配機能の高度化による経済非効率が見られ始めたとマスコミ及び学者の間で主張されるようになり、1980年代前期には中曽根内閣による精力的な行政改革が行われたが、英国ほど徹底したものではなく、1990年代に小沢一郎らがより本質的な改革を主張するに至った。
1996年に発足した橋本内閣では、再び再分配政策の見直しが進められ、1997年に消費税増税、1999年に所得税減税が実行された。橋本内閣による財政改革は、他の先進国と所得税税率や法人税率を揃えることを名目としたものであったが、デフレーションと信用収縮という、再分配抑制の負の面が強く現れる結果となった。2000年代にも小泉内閣によって再分配抑制策が継続された。

## 経済政策としての例
経済政策を大別すると、所得再分配（パイの分割）と効率的な資源配分（パイの拡大）とに分けられる。所得再分配政策は、高所得者から低所得者に直接所得を移転させる方策ではなく、政府が間に入り税制・社会保障制度の活用によってなされる政策である。

### 租税制度による所得再分配
累進課税・相続税・富裕税などにより中央政府・地方政府が富裕層からより多くの租税を収取し（応能負担）、貧困層などに対する行政サービスの原資とするものである。

### 社会保障制度による所得再分配
公的年金や医療、介護などの社会保障給付による富の再配分である。応能負担の原則に応じ、所得の高い者にはより高い負担率で税金や社会保険料を課すことがある。

### 労働保障制度による所得再分配
労働者の給与や福利厚生を保障することにより直接富が労働者に回るよう講じる方法である。労働法による最低賃金規定、給与と会社との債務の相殺の禁止等である。

### 優遇税制度による所得再分配
税制優遇処置により富を社会福利の方面へ誘導する方法である。寄附金控除制度や学校法人、NPO法人等公益法人の特別税制などがある。

## 経済政策との関係
配分方法で社会を区分すると、伝統経済、計画経済、市場経済の3つに分けられる。2005年現在のほとんどの地域では市場経済による資源の配分方法が採用されている。資源の分配は可能な限り公平に、配分は効率的に行う必要があるが、効率と公平はトレードオフの関係にある。
経済学が想定する再配分政策は「経済主体がそれぞれ自ら意思決定を行い、私的所有が保障されていること」を初期条件に設定している。経済学では、富の再分配は、パイの切り方に喩えられることがしばしばである。効用の観点から見た場合、パイの切り方を変えることで、パイを食べることで得られる主観的な満足感の総計が変化することが問題とされる。これに対して効率性の観点から見た場合、パイの切り方によって、パイの客観的な大きさ自体が変化することが問題とされる。
低成長化で所得のパイが増えない中での低所得者の所得減少、企業のリストラを背景とした中高年の所得格差の拡大、若年層の高失業化に伴うフリーターの増加は資産形成に大きな影響を与える。
再分配の問題については、人々の勤労観・公平感を刺激するため価値観の衝突が起こりやすい。
所得再配分を肯定する立場からは、経済全体のアウトプットの低下がないかぎり、経済全体の効用の総計を増大させるものとして、限界効用逓減の法則に基づく功利主義の見地において肯定される。また、より高い消費性向を有する低所得者への再分配を肯定する見方もなされており、具体的には、生産設備の過剰によって設備稼働率および投資収益率が低下しているような不景気の局面において、有効需要の増加をはかり、それによって経済を拡大させるというものである。
所得再分配に否定的な議論では、分配を受ける者にとって生活の不安定性を解消して労働の必要性を減少させ､労働意欲を阻害するとされる。また、分配のための収奪を受ける者にとっては､自己の労働から得られる限界収益が低下させられることにより､労働意欲が低下する。以上より､所得再分配は､経済全体としてのアウトプットの低下を招くという（インセンティブ・平等のトレードオフ）。経済全体としてのアウトプットの増加をはかるためには、所得再分配を抑制することが有効であるとする。具体的には、より高い貯蓄性向を有する富裕層の減税による貯蓄の増加と労働意欲の向上、合わせて企業減税による投資の増大によって経済を拡大させるというものである。歴史的にはレーガノミクスなどの経済政策がこの考え方に基づいている。
所得再分配を累進課税や負の所得税､日本のデフレ手当など個人に対する一律給付と、特定産業に対する補助金や小規模宅地所有者への優遇税制など個人の生活水準以外の基準に基づく再分配に分類し、後者は市場による資源配分をゆがめ非効率な産業の温存をもたらすとする見解もある。

## 日本の統計
日本国内の所得再分配に関する統計として、厚生労働省の行う所得再分配調査があり、3年に1度、世帯の当初所得や税・社会保障による再分配の状況、前後の比較が調査され、ジニ係数などが発表される。2023年の所得再分配調査によれば、2021年度の再分配状況は以下の通りである。

### 世帯所得別
日本では世帯所得が600万円を超えるまでは、支払った税金の総額よりも受け取った総額のが多い『受益超過』となっていて、日本の税制度の恩恵を受ける側となっている。

### 世帯主年齢別
世帯主年齢別の再分配状況は以下の通りとなっていて、2021年時点で世帯主が59歳までが大幅な負担超過、60-64歳が多少の負担超過、65歳以上は大幅な受益超過で年齢を経るごとに受益額が拡大している税制度となっている。 

### 年齢別（等価所得）
等価所得による世帯員年齢階級別のジニ指数は以下の通り。

日本において、再分配前のジニ係数は、高齢化の悪影響を受けている。厚生労働省の「所得再分配調査」によると、再分配前のジニ係数は65歳以上の高齢層で顕著に高くなり、年齢が上がるほど大きくなる傾向が見られる。これは、高齢化が進むほど長年の経済活動の積み重ねの影響が老後に出るため、高齢者間の所得差が広がりやすくなるためである。一方で、日本では税制度による所得再分配機能は維持されており、下記のように再分配後はジニ係数は他世代と差がほとんどない。しかし、少子高齢化の進行により、世代間の所得再分配の限界が指摘されている。そのため、所得格差の拡大を抑えるためには、高齢世代内での所得再分配の強化が必要である。また、2021年調査では、「高齢化要因を除いた場合のジニ係数」の試算も行われた結果、当初所得・再分配所得ともに前回調査より改善していることが示された。これにより、日本の再分配前ジニ指数の上昇傾向は高齢化の進行が要因であることが明らかになった。少子高齢化が進む中で世代間で非高齢世代に負担させるのではなく、高齢世代内で格差是正策させる仕組みが求められている。

## 所得再配分を巡る学者の見解
所得再配分については、両極端の考え方がある。例として、「社会全体で見て、人々が得た所得の総額が高いほど幸せであり、所得の再配分をしなくてよい」という考え方（ジェレミ・ベンサムの功利主義）と、「社会で最も所得の低い人の幸せによって、社会全体の幸せの度合いが決まるとして、所得は平等に分配されるべき」という考え方（ジョン・ロールズの格差原理
）がある。

### 再分配具合のバランス・トレードオフ関係
最低限度の生存が保証されてこそ、長期的な計画・行動・チャレンジが可能となる。これが成長を支えるための再配分政策の必要性であると指摘する意見がある。再配分政策は、ベンチャー精神を下支えすることによって、社会を活性化させる政策である、再配分政策がまったく行われない場合、極度の経済格差が広がってしまう可能性がある。ただし、行き過ぎた再配分政策は「頑張って働いても損しかしない」という結果を招きかねない政策でもあり、再配分政策は、行き過ぎると社会全体の生産性を低下させる可能性のある政策であるとされている。
所得分配の公平性を実現することは、資源配分の効率性の達成することとトレードオフの関係にあることが多いため、効率性と公平性にどうやって折り合いをつけていくかが、公共部門の活動の重要な役割である。
政府が新たな歳入を再分配せず、無益なプロジェクトに支出すれば、社会はそれだけ貧しくなる。
アダム・スミスは、貧しい人に富が行き渡るのは望ましいが、それは経済成長によって実現されるべきであり、政府による強制的な所得移転によって達成されるべきではないとしている。

### 経済成長との関係
経済学者のヴィルフレド・パレートは自身の観察事実から、所得再配分は現実の所得分配に大きな影響を与えないとしており、特定の所得階層の生活水準を底上げするためには、限られたパイの再配分ではなく、パイ自体の拡大（経済成長）が必要であると述べている。
経済成長は人々の所得格差を縮小させる最大の要因であるが、多くの実証研究が、政府による所得再配分政策ではなく、経済成長が所得格差の縮小させたことを明らかにしている。経済全体のパイが成長していけば、パイは比較的均等に分配されやすいが、一方で縮小していけば、一部の者だけがパイの縮小の影響を被りやすくなる。経済成長は、多くの経済・社会問題の解決に有効であり、所得再分配問題・格差問題でも、成長してパイを大きくしたほうがより対応が容易であるが、成長なしの分配問題は、小さなパイを切り分けるように難しい。経済が成長しないことで最もダメージを受けるのは、雇用環境が安定的ではない新卒者・非正規雇用者や所得再分配を受ける経済的な弱者であると指摘する意見がある。
経済学者のサイモン・クズネッツは、経済成長の初期段階では、所得不平等度は拡大するが、それはやがて平等化するとしている（逆U字仮説）。
一方で、経済成長が貧困を改善させるとは限らず、むしろ悪化させる場合すらあると指摘する意見がある。経済学者のトマ・ピケティは「資産・投資の収益率は常に経済成長率より高く、自由市場システムは、おのずと富の集中を進めるという傾向を備えている」と指摘している。
経済学者の橘木俊詔は「社会全体のパイの増加により、人によっては厚生が増加して利益を受ける場合もあるが、その一方で別の人は構成が減少して不利益を被る場合もある。被害を被る人に対して補償するというのが、ニコラス・カルドア、ジョン・ヒックス、ティボール・シトフスキー、ポール・サミュエルソンなどが1940-1950年代に提唱した補償原理の教えるところである」と指摘している。競争を野放しにしていると当然、貧富の差が拡大する。それを補うための制度を作らなければならない。
哲学者のジョン・ロールズは著書『正義論』で、
1. 参政権や思想・言論の自由などの基本的な自由を、社会の構成員すべてに平等に与える
2. 富・地位の不平等などの格差は、均等な機会が保障され、不遇な人々の境遇が改善されている場合のみ許容する

という二つの原理を憲法として制定し、法律・制度をつくり政策として施行すれば、経済成長に頼らず、また個人の自由を侵害することなく分配が実現できるとしている。
ロールズの主張について、経済学者のアマルティア・センは、個人が権利・富・地位などを獲得する目的・プロセスの視点が欠落しており、人間は権利・富・地位などを分け与えられるまで持つだけの受動的な存在ではなく、自らの力でそれらを勝ち取ろうとする能動的な存在であると反論している。
分配のやり方だけが整備できていても、分配するパイそのものが縮小していけば、社会全体も貧しくなっていくと指摘する意見がある。経済学者の松尾匡は「貧困問題の対策として、雇用拡大なしに再配分だけで解決させようとすることは、労働者がクビ切り・賃下げに抵抗できない不況を持続させようとすることに等しい」と指摘している。
経済学者のケネス・アローは「社会全体の厚生水準を最大化するためには、まず競争原理の貫徹により経済効率を最大に引き上げ（経済のパイの最大化）、その後に望ましい所得分配を実現させるため、所得再配分政策の実行に移すべきである」と指摘している（厚生経済学の基本定理）。
パイの拡大策では得をする人も損をする人もいるが、そもそもパイが拡大するのかしないのかを分析する必要があり、それが官僚・学者・シンクタンクの役割である。

### 再配分としての税
税は、国民生活を支えるための重要な国の収入であるが、税には政府の支出を賄う以外に、所得の再配分という役割も持っている。税は、再配分や市場の失敗などに対応するための有効な政策手段となる。この観点から、
1. 貧富の差に応じた税負担を求める「再配分税」
2. 公害対策として、企業・人々の行動を制御するために課税する「環境税」
3. 政府支出を賄うため、税収を増やすことだけを目的とする「税収目的税」

の3つに分類される。
再分配税の典型は、累進的な所得税と相続税である。税収目的税は消費税である。
最高限界所得税率の引き上げ、所得控除の縮小・撤廃、給付付き税額控除制度の創設、退職金優遇税制の廃止、基礎年金の財源としての目的消費税の導入は、結果の平等をもたらす所得再配分政策である。
仮に貧富の差が機会ではなく結果に過ぎないのであれば、再配分は不要であり、人頭税をかければよいと指摘する意見がある。現実は、再配分のために税率を上げれば、豊かな人々に租税回避をさせる誘因を与えるとしている。国がどの程度再配分すべきかは、再配分の重要性に関する国民の価値観と、再配分による租税回避効果に対する現状認識とに依存する。
湯浅誠の研究によると、2010年現在の日本の制度の下、税金だけで再配分政策を行うとかえって貧困層の所得が減ってしまうとしている。

#### 提案
経済学者のミルトン・フリードマンは、格差是正のための累進課税は、現実は格差是正に寄与していないとし、表面むしろ富を保護する税制であるとしている。累進課税は、表面税率では高所得者ほど高税率になるが、負担軽減措置・節税の余地があるため実行所得税率はある所得水準以上になると下がる。フリードマンは代案として「負の所得税」を提言している。
トマ・ピケティは「格差を縮小させるには、累進課税が重要であり、富裕層に対する所得税・相続税の引き上げが欠かせない。課税逃れを防ぐために、国際的に協調して透明性のある金融システムを作ることが必要である」と指摘している。ピケティは、全世界で累進的に最低年0.1%、大富豪の資産には最大で10%の課税を主張している。また、約50万ドル以上の所得に対しては、80%の課税も示唆している。一方でピケティの主張について、経済学者のタイラー・コーエンは、何が資本なのかが曖昧であると指摘している。
- 経済学者の八田達夫は「食品の消費税の非課税は、高所得者の外食・高級食材の消費を促すだけであり、食品だけの非課税は所得の再配分にとって焼け石に水であるが、相続を含めた所得に関しては、累進課税が技術的に可能である」と指摘している[45]。
- 経済学者の竹中平蔵は「格差是正のために税金を集めるわけであり、社会保障の財源に相応しいのは消費税ではなく所得税である。所得税を負担能力に応じて払ってもらわなければ、社会保障のためという理屈は成り立たない。すべての所得階層に同率で課される消費税は格差是正につながらず、むしろ格差を拡大させる」と指摘している[51]。
- 経済学者の土居丈朗は「所得税は所得格差是正に有効であるが、経済の活力（効率性）を阻害する。消費税は所得格差是正に有効ではないが、経済の活力を保てる。効率性を重視するのであれば消費税、公平性を重視するのであれば所得税となる。消費税に公平性を求めること自体無理な話である」と指摘している[52]。
- 経済学者の高橋洋一は「所得の再分配を目的にしたいのらなら消費税ではなく、稼ぎの多い人が多く負担する所得税・法人税のほうが適している」と指摘している[53]。八田達夫は、所得税率の引き上げは労働供給を抑制するとは考えにくいとしている[54]。
- 経済学者の大竹文雄は「貧困問題には教育の充実・給付付き税額控除の創設といった、税と社会保障を用いた所得再分配で臨むべきである」と指摘している[55]。